# Equação de Grunwald-Winstein
A equação de Grunwald-Winstein (Equação 1) tem sido usada em geral para estudar mecanismos de solvólise de substratos de carbonos saturados através de correlações nas taxas de solvólise com escalas apropriadas de solventes com poderes ionizantes (Y) e solventes nucleofílicos (N). Recentemente essa equação também está sendo empregada para elucidar mecanismos de solvólise para sistemas insaturados também .

log(k/k0)= mY + lN (Equação 1)

Na equação k e k0 são as taxas específicas de solvólise para o substrato RX em um dado solvente e em um solvente padrão, respectivamente; l é a sensibilidade para mudanças no solvente nucleofílico (N) e m é a sensibilidade para mudanças no solvente com poder ionizante (Y).

## Veja Mais
- Saul Winstein
- Efeito isotópico cinético
- Equação catalítica de Brønsted
- Equação de Hammett
- Equação de Swain-Lupton
- Equação de Taft
- Equação de Yukawa-Tsuno
- Correlação linear de energia livre (equações de Brown-Okamoto)
- Postulado de Hammond
- Efeito isotópico cinético